# 1954年亚洲运动会
第二届亚洲运动会于1954年5月1日至9日在菲律宾馬尼拉舉行。共有19個國家及地區的970名運動員參加8個項目的比賽。

## 會徽
第2屆亞運會會徽同樣以太陽為中心，只是下方的圓環增加到20個，並形成半圓圍繞太陽；太陽上方為亞運會口號：EVER ONWARD（永遠向前）。在外環分別為屆次、舉辦城市、時間。

## 比赛项目
- 田徑
- 游泳（含跳水）
- 足球
- 籃球
- 拳擊
- 摔跤
- 舉重
- 射擊

## 主题歌
《永远向前》，亚运会历史上第一首会歌，用音乐艺术的形式表现和诠释亚运精神的内涵，为本届亚运会开幕式的最大亮点。

## 參賽國家及地區
| - 阿富汗（17） - 缅甸（34） - 柬埔寨（12） - 锡兰（6） - 香港（47） - 印度（69） - 印度尼西亚（85） - 以色列（4） - 日本（160） - 马来亚（9） - 北婆罗洲（3） - 巴基斯坦（46） - 菲律宾（166） - 中华民国（140） - 新加坡（54） - 韩国（52） - 泰国（19） - 越南（165） |

## 重要事件
- 成員國叙利亚退出
- 韓國首次參加亞運會
- 打破3項世界紀錄，破26項、平1項亞運會紀錄

## 活跃运动员
1. 上届亚运会中的“亚洲投掷女杰”以破纪录成绩再夺铅球、铁饼两项冠军。
2. 菲律宾的马·吉森获金牌最多，共4枚。

## 奖牌榜
| 排名 | 国家／地区 | 金牌 | 银牌 | 铜牌 | 總數 |
| ---- | ---------- | ---- | ---- | ---- | ---- |
| 1    | 日本       | 38   | 36   | 24   | 98   |
| 2    | 菲律賓     | 14   | 14   | 17   | 45   |
| 3    |            | 8    | 6    | 5    | 19   |
| 4    | 巴基斯坦   | 4    | 5    | 0    | 9    |
| 5    | 印度       | 4    | 4    | 5    | 14   |
| 6    | 中華民國   | 2    | 4    | 6    | 12   |
| 7    | 以色列     | 2    | 1    | 1    | 4    |
| 8    | 緬甸       | 2    | 0    | 2    | 4    |
| 9    | 新加坡     | 1    | 3    | 4    | 8    |
| 10   | 錫蘭       | 0    | 1    | 1    | 2    |
| 11   | 印度尼西亞 | 0    | 0    | 3    | 3    |
| 12   | 香港       | 0    | 0    | 1    | 1    |
| 總計 | 總計       | 75   | 74   | 69   | 218  |